# Christian Tielmann

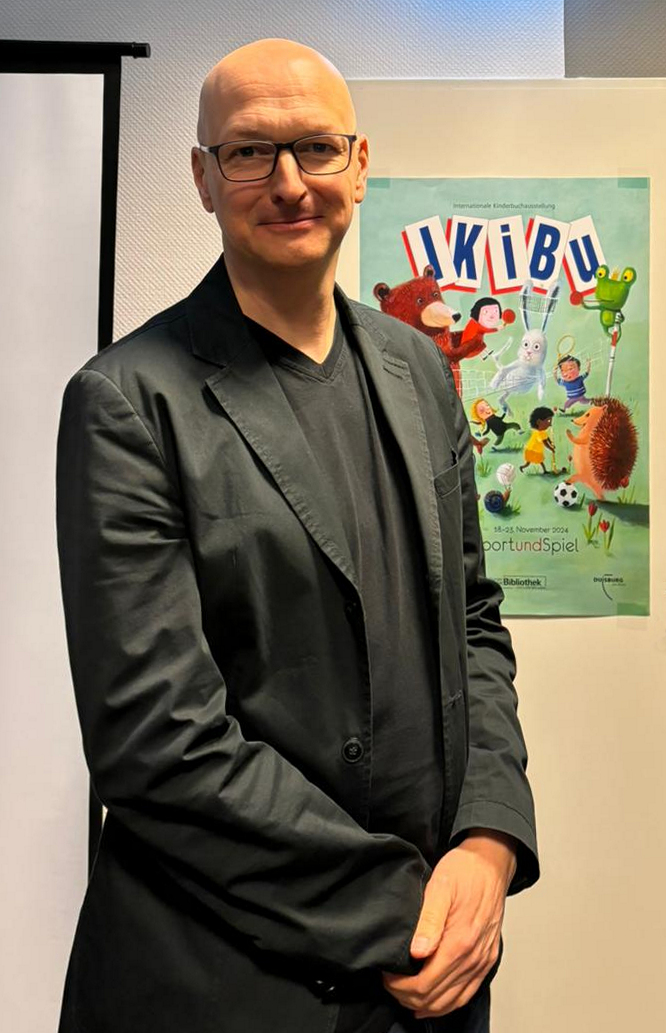
Christian Tielmann (2024)

Christian Tielmann (* 1971 in Wuppertal) ist ein deutscher Schriftsteller.

## Leben
Tielmann studierte in Freiburg und Hamburg Philosophie und Germanistik. Während des Studiums veröffentlichte er seit 1999 seine ersten Kinderbücher. Er promovierte 2005 an der Universität Hamburg zum Dr. phil. Tielmann schrieb für verschiedene Verlage bisher über 40 Kinder- und Jugendbücher, die in über 30 Sprachen übersetzt wurden. 2019 erschien sein erster Roman für Erwachsene: Unsterblichkeit ist auch keine Lösung. Ein Goethe-Schiller-Desaster. Er lebt mit seiner Familie in Detmold.

## Auszeichnungen
- 2005: „Die schönsten deutschen Bücher 2005“ von der Stiftung Buchkunst für Hundemüde Hunde
- 2007: „Bilderbuch des Monats Juni 2007“ von der Deutschen Akademie für Kinder- und Jugendliteratur, Volkach, für Autoverrückt
- 2014: „Paderborner Hase“ für Notlandung in der Milchstraße 17a[2]

## Veröffentlichungen (Auswahl)
- Christian Tielmann (Autor), Susanne Dinkel (Illustrator): Autoverrückt; Thienemann Verlag, 2007; ISBN 3-522-43553-2
- Autoverrückt. Mit Illustrationen von Susanne Dinkel, Thiemann Verlag 2007
- Monster. Mit Illustrationen von Jonas Lauströer, Oetinger Verlag 2008, ISBN 3-7891-8421-7
- Notlandung in der Milchstraße 17a. Mit Illustrationen von Markus Spang, dtv Verlagsgesellschaft, München 2012, ISBN 978-3-423-71675-8
- Wir drei aus Nummer vier. Mit Illustrationen von Stefanie Scharnberg, dtv Verlagsgesellschaft, München 2014, ISBN 978-3-423-76093-5
- Der Tag, an dem wir Papa umprogrammierten, dtv Verlagsgesellschaft, München 2017, ISBN 978-3-423-76187-1

### Serie: School of the dead
- Mein Leben mit Zombies und Kürbisbomben. Illustriert von Zapf, Carlsen (2016), ISBN 978-3-551-65500-4
- Mein Leben mit verknallten Hirnlosen und knallenden Klos. Illustriert von Zapf, Carlsen (2017), ISBN 978-3-551-65501-1
- Mein Leben mit Kampfrobotern und Nervensägen. Illustriert von Zapf, Carlsen (2017), ISBN 978-3-551-65502-8
- Mein Leben mit Moorleichen und Schokopudding. Illustriert von Zapf, Carlsen (2018), ISBN 978-3-551-65503-5.
- Mein Leben mit Pixelkröten und Gruselgraffiti. Illustriert von Zapf, Carlsen (2019), ISBN 978-3-551-65504-2.

### Serie: School of the dead (Hörbücher)
- Mein Leben mit Zombies und Kürbisbomben., 2020 Hörbuch Hamburg HHV GmbH
- Mein Leben mit verknallten Hirnlosen und knallenden Klos., 2020 Hörbuch Hamburg HHV GmbH
- Mein Leben mit Kampfrobotern und Nervensägen., 2020 Hörbuch Hamburg HHV GmbH
- Mein Leben mit Moorleichen und Schokopudding., 2020 Hörbuch Hamburg HHV GmbH
- Mein Leben mit Pixelkröten und Gruselgraffiti., 2020 Hörbuch Hamburg HHV GmbH

### Romane
Unsterblichkeit ist auch keine Lösung. Ein Goethe-Schiller-Desaster. Roman. dtv Verlagsgesellschaft, München (2019), ISBN 978-3-423-28188-1

### Sachbücher
- Sprachregeln und Idiolekte – Plädoyer für einen normativistischen Individualismus[3]